# Estación de Getafe Industrial
Getafe Industrial, antiguamente denominada como Getafe-Alicante, es una estación de ferrocarril situada en la ciudad española de Getafe, en la Comunidad de Madrid. Forma parte de la línea C-3 de la red de Cercanías Madrid. La estación abarca toda la zona industrial de Getafe y da servicio a la Base Aérea de Getafe, donde se sitúa una planta de fabricación de componentes, diseño, montaje y mantenimiento de Airbus y EADS CASA. Getafe Industrial constituye actualmente una de las estaciones que menos tránsito tiene de todo el municipio y de toda la red de Cercanías Madrid.
La estación registró el acceso de 540 719 usuarios en 2021.

## Situación ferroviaria
Las instalaciones ferroviarias se encuentran situadas en el punto kilométrico 13,8 de la línea férrea de ancho ibérico Madrid-Valencia, a 611 metros de altitud, entre las estaciones de El Casar y Pinto. El tramo es de vía doble, en ancho ibérico y está electrificado.

## Historia
La primitiva estación de ferrocarril de Getafe se inauguró el 9 de febrero de 1851 con la puesta en marcha de la línea Madrid-Aranjuez, segunda línea férrea peninsular tras la apertura de la línea Barcelona-Mataró y embrión de las futuras radiales hacia Extremadura, Andalucía y Alicante. Las obras corrieron a cargo de la Compañía Anónima del Camino de Hierro de Madrid a Aranjuez que presidía el Marqués de Salamanca que poco después se integró en MZA.
Desde 1879 coexistió en el mismo municipio con la estación de Getafe-Badajoz, de la línea Madrid-Badajoz. Debido a ello, para diferenciarse de esta, la estación fue renombrada como «Getafe-Alicante» —en referencia a la línea Madrid-Alicante—. En 1941, con la nacionalización de los ferrocarriles de ancho ibérico, las instalaciones pasaron a manos de RENFE. Desde enero de 2005 Renfe Operadora explota la línea mientras que Adif es la titular de las instalaciones ferroviarias. 

## La estación
Está ubicada bajo el paseo John Lennon del polígono industrial de Los Ángeles, al este de la ciudad. Es una de las pocas estaciones de Cercanías Madrid sin reformar para adaptarse a los estándares de la red, siendo sus prestaciones más propias de un apeadero ferroviario. Dispone de dos vías principales (1 y 2) y dos de apartado (vía 3 y otra sin acceso a andén). Consta de dos andenes, uno lateral parcialmente cubierto con acceso a la vía 2 y otro central, de tipo flotante, con una cubierta modesta con acceso a las vías 1 y 3. Un paso elevado provisional permite cambiar de uno a otro. Aún conserva, aunque sin uso, una antigua torre de enclavamientos. Dispone de un aparcamiento con dos plazas reservadas para usuarios con discapacidad. La estación posee un andén accesible (sentido Aranjuez) mientras que el andén sentido Madrid no es accesible.

## Servicios ferroviarios

### Cercanías
| procedencia/destino | < estación | Línea | estación > | destino/procedencia |
| ------------------- | ---------- | ----- | ---------- | ------------------- |
| Chamartín           | El Casar   |       | Pinto      | Aranjuez            |

La estación forma parte de la línea C-3 de la red de Cercanías Madrid. En días laborables la frecuencia media es un tren cada veinte minutos.

## Conexiones

### Autobuses
| Diurnos |                                                                          |                                               |                           |
| Línea   | Destino                                                                  | Parada                                        | Operador                  |
| Pi1     | Pol. Ind. Los Ángeles - Pol. Ind. Los Olivos                             | 8251 P.º John Lennon - Est. Getafe Industrial | Avanza Movilidad Integral |
| Pi2     | Pol. Ind. San Marcos - Pol. Ind. El Lomo - Parque Empresarial Carpetania | 8251 P.º John Lennon - Est. Getafe Industrial | Avanza Movilidad Integral |
| Pi1     | Getafe Central                                                           | 8345 P.º John Lennon - Est. Getafe Industrial | Avanza Movilidad Integral |
| Pi2     | Getafe Central                                                           | 8345 P.º John Lennon - Est. Getafe Industrial | Avanza Movilidad Integral |

| Diurnos |                   |                                               |          |
| Línea   | Destino           | Parada                                        | Operador |
| 428     | Valdemoro         | 8251 P.º John Lennon - Est. Getafe Industrial | AISA     |
| 428     | Getafe (Hospital) | 8345 P.º John Lennon - Est. Getafe Industrial | AISA     |